# Кайман (Дуала)
Кайман Дуала (фр. Caiman Douala) — камерунський футбольний клуб з міста Дуала . Заснований у 1927 році.  За свою історію клуб 7  разів вигравав чемпіонат Камеруну до проголошення незалежности країни. Ще тричі клуб вигравав чемпіонат Камеруну (1962, 1968,1975), 4 рази ставав володарем Кубка Камеруну до проголошення Незалежности, а у 1978 грав у чвертьфіналі Кубка володарів Кубків КАФ. Один з найвідоміших гравців Едмон Енока